# Coupe de la CAF 1993
Navigation
Édition précédente Édition suivante
La Coupe de la CAF 1993 est la deuxième édition de la Coupe de la CAF. 
Elle voit le sacre du club du Stella Club d'Adjamé de Côte d'Ivoire qui bat les Tanzaniens de Simba SC en finale, lors de cette deuxième édition de la Coupe de la CAF, qui est disputée par les vice-champions des nations membres de la CAF. Toutes les rencontres sont disputées en matchs aller et retour.

## Tour préliminaire
| Équipe 1               | Résultat      | Équipe 2                           | Aller | Retour |
| ---------------------- | ------------- | ---------------------------------- | ----- | ------ |
| Entente II Lomé        | -             | UD Internacional de Bissau forfait | -     | -      |
| Linare FC              | 3 - 5         | Young Ones FC                      | 1 - 1 | 2 - 4  |
| CD Travadores          | 0 - 0 5-6 tab | ASC Air Mauritanie                 | 0 - 0 | 0 - 0  |
| Ethiopian Insurance FC | 3 - 2         | Rayon Sports FC                    | 2 - 1 | 1 - 1  |
| Tourbillon FC          | 4 - 3         | ASDR Fatima                        | 1 - 1 | 3 - 2  |

## Premier tour
| Équipe 1               | Résultat      | Équipe 2                   | Aller | Retour |
| ---------------------- | ------------- | -------------------------- | ----- | ------ |
| ASC Air Mauritanie     | 3 - 2         | ASFAG Conakry              | 0 - 1 | 3 - 1  |
| Coffee SC              | 1 - 1 3-5 tab | Gor Mahia FC               | 0 - 1 | 1 - 0  |
| Entente II Lomé        | 2 - 5         | Mbilinga FC                | 0 - 3 | 2 - 2  |
| FC Scibe               | 0 - 2         | AS Aviação                 | 0 - 0 | 0 - 2  |
| Ethiopian Insurance FC | 1e - 1        | Al Merreikh Omdurman       | 0 - 0 | 1 - 1  |
| ASC Jeanne d'Arc       | 1 - 6         | USM El Harrach             | 0 - 0 | 1 - 6  |
| MDC United             | 1 - 7         | Hellenic FC                | 1 - 1 | 0 - 6  |
| Manzini Wanderers      | -             | CAPS United forfait        | -     | -      |
| FDA Foresters          | 1 - 7         | Hearts of Oak              | 0 - 2 | 1 - 5  |
| Petrosport Brazzaville | 3 - 1         | Requins de l'Atlantique FC | 3 - 0 | 0 - 1  |
| Shooting Stars FC (T)  | 2 - 2e        | AS Sigui Kayes             | 2 - 1 | 0 - 1  |
| Simba SC               | 1e - 1        | Ferroviario Maputo         | 0 - 0 | 1 - 1  |
| Stella Club d'Adjamé   | -             | Kamboi Eagles forfait      | -     | -      |
| Tourbillon FC          | 0 - 3         | Canon Yaoundé              | 0 - 0 | 0 - 3  |
| Young Ones FC          | -             | Profund Warriors forfait   | -     | -      |
| Zumunta AC             | 3 - 1         | ASFA Yennenga              | 1 - 1 | 2 - 0  |

## Huitièmes de finale
| Équipe 1       | Résultat  | Équipe 2               | Aller | Retour |
| -------------- | --------- | ---------------------- | ----- | ------ |
| AS Aviação     | 2 - 0     | Canon Yaoundé          | 0 - 0 | 2 - 0  |
| Hearts of Oak  | 5 - 5 5-6 | USM El Harrach         | 3 - 2 | 2 - 3  |
| Hellenic FC    | 3 - 3e    | Gor Mahia FC           | 3 - 1 | 0 - 2  |
| Mbilinga FC    | 5 - 0     | Petrosport Brazzaville | 3 - 0 | 2 - 0  |
| AS Sigui Kayes | 0 - 5     | Stella Club d'Adjamé   | 0 - 2 | 0 - 3  |
| Simba SC       | 2 - 0     | Manzini Wanderers      | 1 - 0 | 1 - 0  |
| Young Ones FC  | 2 - 8     | Ethiopian Insurance FC | 2 - 1 | 0 - 7  |
| Zumunta AC     | 4 - 1     | ASC Air Mauritanie     | 2 - 0 | 2 - 1  |

## Quarts de finale
| Équipe 1               | Résultat      | Équipe 2       | Aller | Retour |
| ---------------------- | ------------- | -------------- | ----- | ------ |
| Ethiopian Insurance FC | 2 - 1         | Zumunta AC     | 2 - 0 | 0 - 1  |
| Simba SC               | 3 - 2         | USM El Harrach | 3 - 0 | 0 - 2  |
| Stella Club d'Adjamé   | 3e - 3        | Mbilinga FC    | 1 - 1 | 2 - 2  |
| AS Aviação             | 0 - 0 4-2 tab | Gor Mahia FC   | 0 - 0 | 0 - 0  |

## Demi-finales
| Équipe 1             | Résultat | Équipe 2               | Aller | Retour |
| -------------------- | -------- | ---------------------- | ----- | ------ |
| Stella Club d'Adjamé | 3 - 1    | Ethiopian Insurance FC | 3 - 0 | 0 - 1  |
| Simba SC             | 3 - 1    | AS Aviação             | 3 - 1 | 0 - 0  |

## Finale
- Matchs disputés les 12 et 26 novembre 1993.

| Équipe 1             | Résultat | Équipe 2 | Aller | Retour |
| -------------------- | -------- | -------- | ----- | ------ |
| Stella Club d'Adjamé | 2 - 0    | Simba SC | 0 - 0 | 2 - 0  |

## Vainqueur
| Coupe de la CAF Vainqueur 1993     |
| ---------------------------------- |
| Stella Club d'Adjamé Premier titre |